# Лободюк, Владимир Иванович
Владимир Иванович Лободюк (укр. Володимир Іванович Лободюк, позывной — Страйк; 17 июля 2000, Коршев — 16 декабря 2022, Яковлевка) — украинский военнослужащий, старший лейтенант, участник российско-украинской войны. Герой Украины (2024, посмертно).

## Биография
Владимир родился в селе Коршев Ивано-Франковской области. Окончил Коропецкий областной лицей-интернат с усиленной военно-физической подготовкой, а затем Национальную академию сухопутных войск имени гетмана Петра Сагайдачного.
После окончания академии начал службу в 128-й отдельной горно-штурмовой бригаде. Во время полномасштабного вторжения России в Украину командовал миномётной батареей 2-го горно-штурмового батальона этой бригады.
Владимир принимал участие в боях в Запорожской, Херсонской и Донецкой областях. Погиб 16 декабря 2022 года в бою у села Яковлевка Донецкой области. Похоронен 22 декабря 2022 года в родном селе.

## Награды
- Звание «Герой Украины» с удостоением ордена «Золотая Звезда» (24 февраля 2024, посмертно) — за личное мужество и героизм, проявленные в защите государственного суверенитета и территориальной целостности Украины, верность военной присяге[1].